# Championnat du Brésil de football de deuxième division 1994
Navigation
Serie B 1992 Serie B 1995
La saison 1994 de Série B est la quinzième édition du championnat du Brésil de football de deuxième division, qui constitue le deuxième échelon national du football brésilien. 

## Compétition
Cette année 24 équipes participent au championnat, les huit équipes reléguées du championnat du Brésil 1993 et seize équipes  vainqueures dans les championnats régionaux. En fin de saison les deux premiers sont promus en  championnat du Brésil 1995 et les deux derniers sont relégués en Serie C.
Au premier tour les équipes sont réparties dans 4 groupes de six équipes. Les équipes se rencontrent deux fois, les quatre premiers de chaque groupe se qualifient pour le tour suivant. Les deux équipes avec le moins de points sont reléguées en Serie C.
Au deuxième tour, les équipes sont réparties en 4 groupes de 4, les premiers de groupes participent à la demi-finale.
Le vainqueur de la finale est déclaré champion de deuxième division et est promu en championnat du Brésil 1995 avec le finaliste.

### Tour final
|  | Demi-finales               | Demi-finales               | Demi-finales | Demi-finales |              |              | Finale | Finale | Finale | Finale |
|  |                            |                            |              |              |              |              |        |        |        |        |
|  |                            |                            |              |              |              |              |        |        |        |        |
|  | Americano (Rio de Janeiro) | Americano (Rio de Janeiro) | 0            | 0            |              |              |        |        |        |        |
|  | Americano (Rio de Janeiro) | Americano (Rio de Janeiro) | 0            | 0            |              |              |        |        |        |        |
|  | EC Juventude               | EC Juventude               | 1            | 1            |              |              |        |        |        |        |
|  | EC Juventude               | EC Juventude               | 1            | 1            | EC Juventude | EC Juventude | 2      | 1      |        |        |
|  |                            |                            |              |              | EC Juventude | EC Juventude | 2      | 1      |        |        |
|  |                            |                            | Goiás EC     | Goiás EC     | 1            | 2            |        |        |        |        |
|  | Desportiva Ferroviária     | Desportiva Ferroviária     | Goiás EC     | Goiás EC     | 1            | 2            | 2      | 0      |        |        |
|  | Desportiva Ferroviária     | Desportiva Ferroviária     |              |              |              |              |        | 0      |        |        |
|  | Goiás EC                   | Goiás EC                   | 0            | 2            |              |              |        |        |        |        |
|  | Goiás EC                   | Goiás EC                   | 0            | 2            |              |              |        |        |        |        |

Légende des couleurs
- Qualification pour la finale
- Champion de Serie B.

- Lors des demi-finales Goias est déclaré vainqueur, car le club a de meilleurs résultats au tour précédent.
- Lors de la finale Juventude est déclaré champion, car le club a de meilleurs résultats sur la saison.

EC Juventude gagne son premier titre de champion de deuxième division.